# Азимов, Муротжон Бердиалиевич
Муротжон Бердиалиевич Азимов (узб. Murotjon Berdialievich Azimov; род. 1976) — узбекский юрист и государственный деятель. Генерал-майор таможенной службы. Председатель Государственного таможенного комитета Узбекистана (2018—2021). Хоким Кашкадарьинской области (с 18 ноября 2021).

## Биография
Муроджон Азимов родился в 1976 году в Кашкадарьинской области. После окончания Государственного юридического института в Ташкенте работал следователем городской прокуратуры в Карши. Затем перешёл на работу в Кашкадарьинскую областную прокуратуру прокурором, позже старшим помощником областного прокурора и руководителем районной прокуратуры.
В 2014 году назначен прокурором Бухарской области, где работал до 2016 года. С сентября 2016 года работал заместителем Генерального прокурора Республики Узбекистан. 
В 2018 году назначен председателем Государственного таможенного комитета в звании генерал-майора таможенной службы. Муротжон Азимов на этом посту сменил генерал-майора Муиджона Тохирий, занимавшего эту должность с декабря 2016 года.
18 ноября 2021 года указом президента Узбекистана Шавката Мирзиёева назначен исполняющим обязанности хокима Кашкадарьинской области.